# Diradops horta
Diradops horta là một loài tò vò trong họ Ichneumonidae.